# Stenostomum minutifolium
Stenostomum minutifolium là một loài thực vật có hoa trong họ Thiến thảo. Loài này được (Borhidi & Capote) Borhidi & M.Fernández Zeq. miêu tả khoa học đầu tiên năm 1993.